# ماريان دورا
ماريان دورا (بالألمانية: Marian Dora)‏ هو كاتب سيناريو ومخرج ألماني، ولد في القرن العشرين في جنوب ألمانيا في ألمانيا.

## وصلات خارجية
- ماريان دورا على موقع IMDb (الإنجليزية)
- ماريان دورا على موقع روتن توميتوز (الإنجليزية)
- ماريان دورا على موقع أول موفي (الإنجليزية)
- ماريان دورا على موقع قاعدة بيانات الفيلم (الإنجليزية)